# Муха Олександр Іванович
Олександр Іванович Муха (13 травня 1952) — радянський футболіст, який грав на позиції нападника. Відомий за виступами у низці українських клубів, найбільш відомий за виступами у складі сімферопольської «Таврії» у першій лізі, грав також у другій лізі за одеський СКА, у складі якої був чемпіоном УРСР 1977 року, та севастопольську «Атлантику».

## Клубна кар'єра
Олександр Муха розпочав виступи на футбольних полях у аматорській команді з Сімферополя «Авангард». У 1972 році він став гравцем команди другої ліги «Гомсільмаш». У 1974 році перейшов до складу іншої команди другої ліги «Атлантика» з Севастополя, де в першому ж сезоні став кращим бомбардиром команди. Наступного року футболіст перейшов до складу команди першої ліги «Таврія» з Сімферополя разом із низкою інших вихованців кримського футболу, зокрема Олексієм Савченком та Анатолієм Сироватським, де зіграв 10 матчів у чемпіонаті. Наступного року Олександра Муху призвали до армії, під час служби грав за одеський СКА в другій лізі, у 1976 році став бронзовим призером першості УРСР, а в 1977 році став чемпіоном УРСР. У 1978 році повернувся до «Таврії», де грав у першій лізі протягом двох років, провівши 71 матч у чемпіонаті. У 1980 після одного матчу в Кубку СРСР перейшов до складу севастопольської «Атлантики», де протягом двох років був одним із кращих бомбардирів команди. У 1982 році завершив виступи в командах майстрів, після цього тривалий час грав у складі аматорської футбольної команди «Харчовик».

## Досягнення
- Переможець Чемпіонату УРСР з футболу 1977, що проводився у рамках турніру в другій зоні другої ліги СРСР.
- Бронзовий призер чемпіонату УРСР з футболу 1976.